# Estela Canto
Estela Canto (4 tháng 9 năm 1915 - 3 tháng 6 năm 1994) là một nhà văn, nhà báo và dịch giả người Argentina nổi tiếng với mối quan hệ của bà với Jorge Luis Borges.

## Cuộc sống
Canto là hậu duệ của một gia đình người Uruguay cũ. Tổ tiên của bà bao gồm một số quân nhân cấp cao. Anh trai bà Patricio Canto cũng là một nhà văn, và là tác giả của tiểu luận El caso Ortega y Gasset về nhà triết học Tây Ban Nha này.
Estela đã làm nhiều công việc khác nhau vào cuối những năm 1930 và đầu những năm 1940, bao gồm cả làm gái nhảy cho thuê tại một vũ trường địa phương, nơi đàn ông sẽ trả tiền cho phụ nữ để làm đối tác khiêu vũ.
Năm 1944, tại nhà của Adolfo Bioy Casares và Silvina Ocampo, Canto được giới thiệu với Jorge Luis Borges. Borges, tại thời điểm này, cũng đã được chấp nhận trong giới văn học. Ban đầu anh ta ít chú ý đối với Canto. Mặc dù bà quan sát ông với sự ngưỡng mộ và tò mò, khi đó bà không có hứng thú với việc có mối quan hệ lãng mạn với giới trí thức. Trong cuộc họp thứ hai của họ tại nhà của Bioy, Borges mời bà đi chơi. Sau một buổi tối nhảy múa và trò chuyện, họ phát hiện ra, trong số những thứ khác, cả hai người có một sự ngưỡng mộ chung đối với George Bernard Shaw. Borges đã yêu Canto và viết cho bà một số bức thư lãng mạn, mà Canto sau đó sẽ xuất bản trong cuốn sách năm 1989 về mối quan hệ của hai người. Trong cuốn sách này, Canto đã nói về mối quan hệ của họ:
Thái độ của Borges đã làm tôi rung động. Tôi thích những gì tôi đã cho anh ta, những gì anh ta nhìn thấy trong tôi. Tôi không cảm thấy cảm xúc tình dục gì với anh ấy, anh ấy thậm chí còn không làm tôi khó chịu. Nụ hôn của anh ấy vụng về, thô lỗ, luôn luôn sai thời điểm, và tôi chấp nhận chúng theo cách coi thường. Tôi không bao giờ giả vờ cảm thấy những gì tôi không cảm thấy.